# 如皋市
如皋市（じょこう-し）は中華人民共和国江蘇省に位置する省直轄の県級市であり、しばらくの間、南通市の代理管轄下に置かれている。

## 行政区画
- 街道:如城街道、城北街道、城南街道
- 鎮:東陳鎮、丁堰鎮、白蒲鎮、下原鎮、九華鎮、石荘鎮、長江鎮、呉窯鎮、江安鎮、搬経鎮、磨頭鎮

## 治安
中国の経済誌「財経」の報道によると、2008年9月時点で、労働者の海外派遣事業をしている対外労務仲介会社が、108社もある。ほとんどは、国の認可を得ていない無認可会社である。
かつて磨頭鎮を中心として偽ブランド品の白酒（エタノールと水で調合するもの）の生産・販売が盛んであったが、近年では下火になる。